# Olen-Centrum
Olen of formeel Olen-Centrum is de hoofdplaats van de Belgische gemeente Olen. Soms wordt de hoofdplaats ook geduid met de parochienaam Sint-Martinus-Olen van de Sint-Martinuskerk. Olen ligt ten noordoosten van het dorp Noorderwijk, een deelgemeente van de stad Herentals, waarmee het vergroeid is.

## Geschiedenis
Olen is de oudste kern van de gemeente. Het vormt ook de basis van de gemeente. In Olen zijn prehistorische vondsten gevonden die wijzen op een vroege bewoning van het gebied. Olen wordt voor het eerst vernoemd rond het begin van de 11e eeuw als het Sint-Salvatorkapittel te Utrecht de rechten van het gebied van Olen (destijds aangeduid als Odle) en Westerlo verkreeg van de graaf Ansfridus, bisschop van Utrecht. Olen en Westerlo waren daarna eeuwenlang aan elkaar gekoppeld.
Ten noorden van het centrum van Olen ontstonden in de loop van de tijd een aantal kleinere kernen, agrarische gehuchtjes. Deze werden uiteindelijk tezamen Achter-Olen genoemd. Thans is het de tweede kern van Olen, aan de andere kant van het Albertkanaal en draagt het de naam Onze-Lieve-Vrouw-Olen, al spreekt men in de volksmond nog vaak van Achter-Olen. De tweede woonkern van Olen wordt onder meer door de Brug bij Olen-Hoogbuul verbonden met het centrum van Olen.

## Bezienswaardigheden
- Ten noordoosten van Olen werd in 1362 De Buulmolen gebouwd. Deze molen moest voor het Albertkanaal in 1936 wijken. De molen werd verplaatst naar een andere plek, het domein Noordkasteel, maar sinds 2004 is de molen weer in Olen te zien.
- Andere bezienswaardigheden in centrum van Olen zijn het dorpsplein, dat een van de weinige in de Kempen is dat zijn karakteristieke vorm en uitzicht tot op heden behouden heeft. Op en langs het plein staan bezienswaardigheden als de pottenfontein, het gemeentehuis, de pastorie, de dorpspomp, standbeeldengroep "De Driekantige Boeren van Olen" en standbeeld "Het Gezin". Het dorpsplein werd in 1801 met 60 inheemse linden beplant om zo de uitheemse eik, die door de Fransen als vrijheidsboom was geplant, te vervangen.

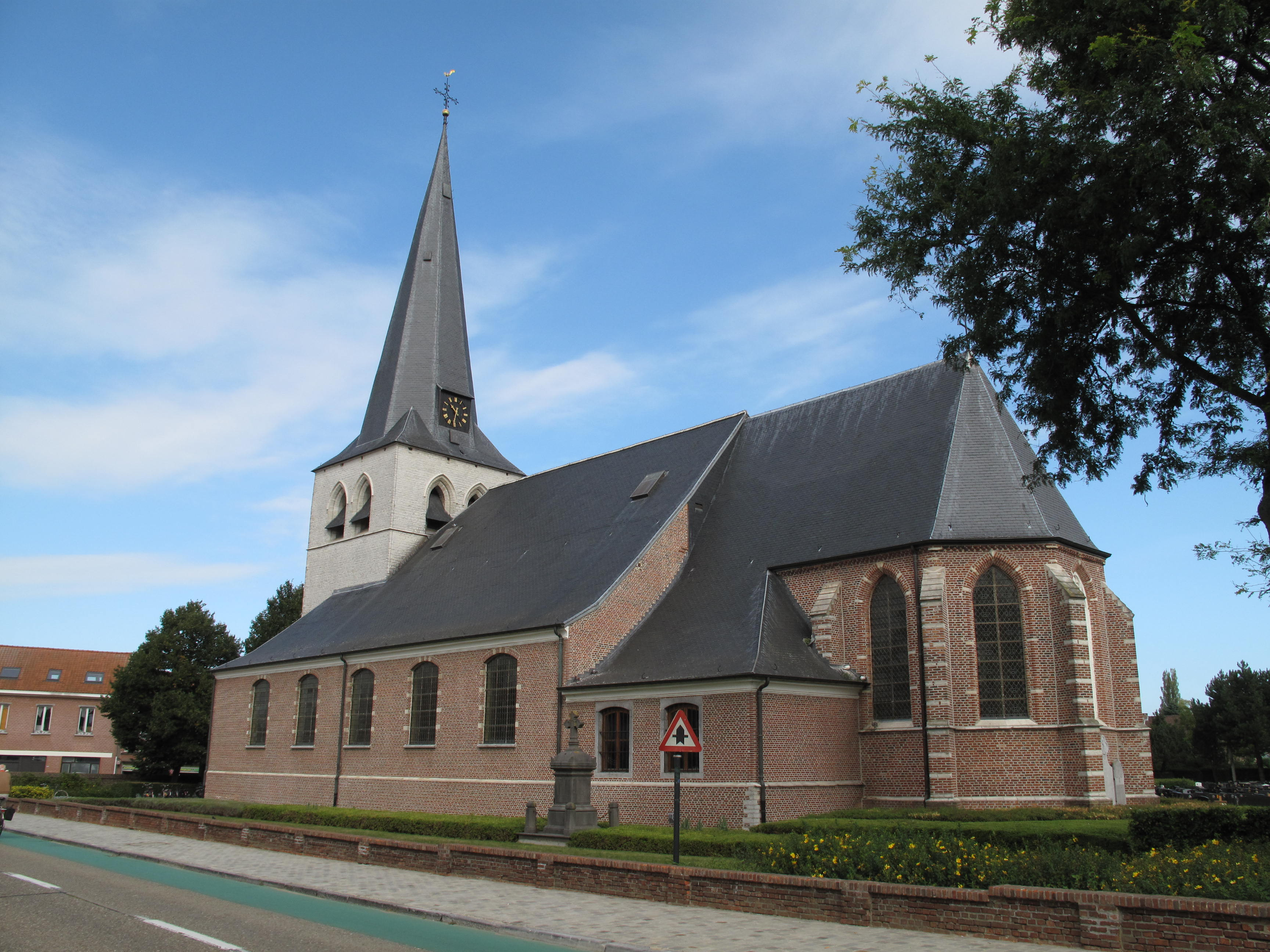
Sint-Martinuskerk

## Natuur en landschap
Olen-Centrum ligt in de Kempen ten zuiden van het Albertkanaal op een hoogte van ongeveer 20 meter. Direct ten zuiden van de kom van Olen ligt een smal bosgebied.

## Mobiliteit
Het centrum van Olen wordt onder meer door de Brug bij Olen-Hoogbuul verbonden met Onze-Lieve-Vrouw-Olen.

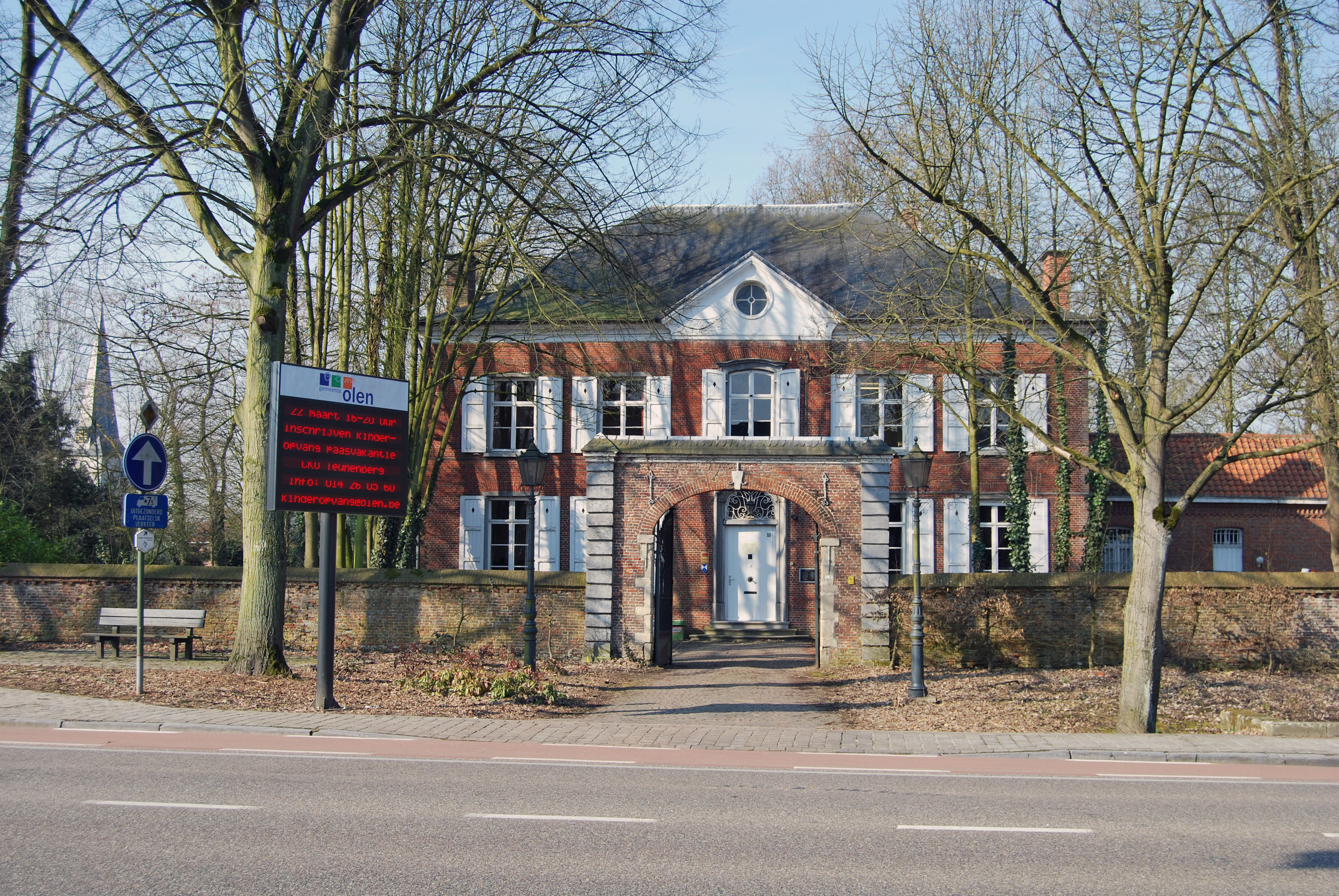
Pastorij Sint Martinus

## Nabijgelegen kernen
Onze-Lieve-Vrouw-Olen, Oevel, Oosterwijk, Noorderwijk, Herentals